# Canton de Saint-Hilaire-de-Villefranche
Le canton de Saint-Hilaire-de-Villefranche est une ancienne division administrative française située dans le département de la Charente-Maritime et la région Poitou-Charentes.
C'était, après le canton de Tonnay-Boutonne, le canton le moins peuplé de la Charente-Maritime. Situé dans l'arrondissement de Saint-Jean-d'Angély, il faisait partie des quatre cantons du département à recenser moins de 5 000 habitants au recensement de 2006.

## Géographie

### Le cadre géographique
Ce canton est organisé autour de Saint-Hilaire-de-Villefranche dans l'arrondissement de Saint-Jean-d'Angély où le chef-lieu de canton y occupe une situation géographique presque centrale.
Au sud, il est limitrophe de l'arrondissement de Saintes, jouxtant les cantons de Burie et de Saintes-Nord tandis que tous les autres cantons qu'il côtoie appartiennent à l'arrondissement de Saint-Jean-d'Angély.
Ainsi, à l'est. il est au contact du canton de Matha, au nord, il voisine avec celui de Saint-Jean-d'Angély et à l'ouest avec celui de Saint-Savinien.
Par sa superficie, il se situe immédiatement après le canton de Tonnay-Boutonne.

### Le cadre physique et naturel
L'altitude du canton varie de 13 m, relevée dans la petite commune de La Frédière à 95 m, relevée dans la commune de Saint-Hilaire-de-Villefranche. L'altimétrie moyenne est de l'ordre de 42 m. et correspond au plateau de la Saintonge au nord de la Charente.
Si aucun fleuve ou rivière notable ne parcourt le canton, seul le Bramerit, modeste ruisseau qui irrigue le chef-lieu de canton et qui y a sa source, peut être nommé, étant un petit tributaire de rive droite du fleuve Charente. À l'est du canton, de nombreux petits ruisseaux alimentent la rive droite de l'Antenne et viennent rapidement grossir ses eaux bien avant sa confluence avec la Charente.
Ce canton est surtout caractérisé par de grands espaces boisés qui recouvrent une partie du plateau saintongeais caractérisé ici par de molles collines et de petits vallons secs. Des forêts et bois nombreux reposent sur des sols argilo-siliceux tandis que les clairières culturales gagnées sur le manteau forestier se situent sur des assises calcaro-marneuses du jurassique. Les forêts occupent une superficie totale de 1 640 hectares, elles sont situées dans la partie centrale et occidentale du canton. La culture de la vigne y est encore très présente et le vignoble est classé dans la zone de crus des Bons Bois pour l'élaboration des eaux de vie de cognac.
Tout à l'est, le canton contient une partie du Pays-bas de Matha, caractérisée par une dépression argileuse où s'écoule le réseau hydrographique de l'Antenne.

## Représentation

### Conseillers d'arrondissement (de 1833 à 1940)
| Période                                  | Période | Identité                                 | Étiquette    | Qualité |
| ---------------------------------------- | ------- | ---------------------------------------- | ------------ | --- |
| 1833                                     | 1833    | M. Bellet                                |              | Propriétaire à Brizambourg                                                                                  |
| 1833                                     | 1836    | Jacques Chansacq                         |              | Maire de Brizambourg                                                                                        |
| 1836                                     | 1848    | Pierre-Élie Ballanger (1770-1852)        |              | Notaire, maire de Saint-Hilaire-de-Villefranche                                                             |
|                                          |         |                                          |              | |
| 1852                                     |         | M. Chaussac                              |              | Juge de paix                                                                                                |
|                                          |         |                                          |              | |
| 1877                                     |         | Eugène Caillaud (1849-1918)              | Bonapartiste | Notaire à Saint-Hilaire-de-Villefranche, propriétaire à Aumagne                                             |
|                                          |         |                                          |              | |
| 1889                                     | 1895    | Taxil Clerjeau                           | Bonapartiste | Maire d'Authon                                                                                              |
| 1895                                     | 1898    | Alcide Roy                               | Républicain  | Directeur de la laiterie de Nantillé                                                                        |
| 1898                                     | 1904    | René de Grieu d'Estimauville (1850-1931) | Droite       | Propriétaire à Blanzac-lès-Matha, ancien sous-préfet de Saint-Jean-d'Angély, ancien conseiller général      |
| 1904                                     | 1913    | Alphonse Croizet (1857-1923)             | Radical      | Ancien notaire, propriétaire au Pignaud, maire d'Aumagne                                                    |
| 19 octobre 1913                          | 1928    | Jean Roy                                 | Républicain  | Propriétaire "chez Audebert", maire de Nantillé                                                             |
| 1928                                     | 1940    | Abel-Frédéric Matard (1873-?)            | Radical      | Cultivateur, maire d'Aumagne                                                                                |
| 1940                                     |         |                                          |              | Les conseils d'arrondissement ont été suspendus par la loi du 12 octobre 1940 et n'ont jamais été réactivés |
| Les données manquantes sont à compléter. |         |                                          |              | |

### Conseillers généraux de 1833 à 2015
- De 1840 à 1848, les cantons de Saint-Hilaire et de Saint-Savinien avaient le même conseiller général. Le nombre de conseillers généraux était limité à 30 par département.

| Période | Période      | Identité                                                     | Étiquette                | Qualité |
| ------- | ------------ | ------------------------------------------------------------ | ------------------------ | --- |
| 1833    | 1840         | Jacques Marc Poitevin (1787-1867)                            |                          | Notaire, maire d'Authon |
| 1840    | 1842         | Jean Henry Boffinet                                          |                          | Receveur des droits de l'enregistrement Maire de Saint-Savinien (1844) |
| 1842    | 1848         | Hippolyte Duvallois                                          |                          | Notaire à Taillebourg |
| 1848    | 1852 (décès) | Pierre-Elie Ballanger                                        |                          | Notaire Maire de Saint-Hilaire-de-Villefranche, conseiller d'arrondissement |
| 1852    | 1867         | Ferdinand Ernest Cottard                                     | Droite                   | Avocat, propriétaire à Saintes |
| 1867    | 1871         | Comte Henri de Senigon de Rousset de Roumefort du Cluzeau    |                          | Propriétaire Maire de Saint-Hilaire-de-Villefranche |
| 1871    | 1883         | Emmanuel Cotard de Lisle (fils de Ferdinand Cotard de Lisle) | Bonapartiste             | Avocat, propriétaire à Saintes |
| 1883    | 1889 (décès) | Comte Henri de Senigon de Rousset de Roumefort du Cluzeau    | Droite                   | Propriétaire du château de Laléard, à Saint-Hilaire-de-Villefranche |
| 1889    | 1895         | René de Grieu d'Estimauville (1850-1931)                     | Droite                   | Propriétaire à Blanzac-lès-Matha, ancien sous-préfet de Saint-Jean-d'Angély |
| 1895    | 1907         | Jean Alexandre Guillaud                                      | Rad.                     | Médecin à Aumagne |
| 1907    | 1913         | Fernand Bergeron                                             | Républicain Progressiste | Médecin |
| 1913    | 1923 (décès) | Alphonse Croizet                                             | Rad.                     | Avocat, notaire à Aumagne, conseiller d'arrondissement |
| 1924    | 1937         | Fernand Bouhet                                               | Rad.                     | Propriétaire, cultivateur, président de la laiterie coopérative de Saint-Hilaire-de-Villefranche Suppléant du juge de paix                                                     |
| 1937    | 1940         | Clodomir Quéré                                               | Rad.                     | Exploitant agricole Ancien commissaire de police Maire de Saint-Hilaire-de-Villefranche Nommé conseiller départemental en 1943                                                 |
|         |              |                                                              |                          | |
| 1945    | 1976         | Lucien Grand                                                 | RGR-Rad.                 | Médecin Sénateur (1959-1978) président du conseil général (1973-1976) président du conseil régional (1974-1976) et maire de Brizambourg (1947-1978)                            |
| 1976    | 2008         | Roland Beix                                                  | PS                       | Professeur, maire de Saint-Hilaire-de-Villefranche - Député (1978-1986 et 1988-1993) suppléant du député Jean Rouger (1997-2002) Conseiller régional (1978-1988 et 1998-2004). |
| 2008    | 2015         | Alain Galteau                                                | DVD                      | Professeur Ancien Maire de Saint-Hilaire-de-Villefranche (1995-2008) |

## Composition
Le canton de Saint-Hilaire-de-Villefranche regroupait dix communes et comptait 4 528 habitants (recensement de 2007 sans doubles comptes).
| Communes                      | Population (2012) | Code postal | Code Insee |
| ----------------------------- | ----------------- | ----------- | ---------- |
| Aujac                         | 317               | 17770       | 17023      |
| Aumagne                       | 659               | 17770       | 17025      |
| Authon-Ébéon                  | 388               | 17770       | 17026      |
| Bercloux                      | 358               | 17770       | 17042      |
| Brizambourg                   | 856               | 17770       | 17070      |
| La Frédière                   | 78                | 17770       | 17169      |
| Juicq                         | 181               | 17770       | 17198      |
| Nantillé                      | 323               | 17770       | 17256      |
| Saint-Hilaire-de-Villefranche | 1 131             | 17770       | 17344      |
| Sainte-Même                   | 237               | 17770       | 17374      |

## Démographie
| 1962  | 1968  | 1975  | 1982  | 1990  | 1999  | 2006  | 2011  | 2012  |
| ----- | ----- | ----- | ----- | ----- | ----- | ----- | ----- | ----- |
| 4 678 | 4 401 | 4 117 | 4 216 | 4 194 | 4 131 | 4 482 | 4 825 | 4 881 |

### Le deuxième canton le moins peuplé de la Charente-Maritime
Par sa population, il se situe à l'avant-dernier rang des cantons de la Charente-Maritime, se classant juste avant le canton de Tonnay-Boutonne, également situé dans l'arrondissement de Saint-Jean-d'Angély et qui est le moins peuplé de la Charente-Maritime.
Ce canton a subi les effets désastreux d'un long exode rural, entamé dès les années dramatiques de la crise du phylloxéra, qui ravagea le vignoble saintongeais à partir de 1875.
Malgré le retour à la vigne et la diversification des activités agricoles comme l'élevage et les cultures céréalières, l'exode agricole a longtemps sévi dans ce canton à la fois forestier et rural.
Depuis plus de deux décennies, cet exode rural est stoppé. Le redressement de la situation démographique du canton est dû à la proximité de Saintes dont il constitue progressivement l'extension nord de la péri-urbanisation autour de cette ville.
La densité de population y est faible avec seulement 37 hab/km2 en 2007. Bien qu'elle soit supérieure à celle de son arrondissement, qui n'est que de 36 hab/km2 en 2007, elle reste largement inférieure à celle de la Charente-Maritime, plus de deux fois supérieure à celle du canton (88 hab/km2 en 2007).

### Un canton de plus en plus résidentiel
La croissance démographique du canton de Saint-Hilaire-de-Villefranche, depuis le dernier recensement de population, est imputable incontestablement au dynamisme urbain de Saintes qui transforme progressivement ce canton en seconde et troisième couronne résidentielle de la capitale saintongeaise - malgré sa situation dans l'arrondissement de Saint-Jean-d'Angély.
La croissance démographique de ce canton ne s'explique que par le développement du phénomène de la péri-urbanisation autour de Saintes - ville située en moyenne à 15 km au sud -, le solde migratoire étant largement positif et sur les 10 communes qui composent ce canton, huit enregistrent des gains démographiques importants entre 1999 et 2007, en particulier le chef-lieu de canton. Ce dernier a enregistré une croissance démographique continue depuis 1982 et représente aujourd'hui le quart de la population totale de son canton.